# (437) Rhodia
(437) Rhodia est un astéroïde de la ceinture principale découvert par Auguste Charlois le 16 juillet 1898 à Nice.

## Compléments